# Emil Forselius
Emil Forselius (Västervik, 23 de novembro de 1974 - 2 de março de 2010) foi um ator sueco